# 森山英雄
森山 英雄（もりやま ひでお、英語: Hideo Moriyama、1955年5月22日 - ）は、日本の地方競馬・笠松競馬の調教師。2023年12月8日に通算1000勝を達成した。

## 来歴
1989年に高崎競馬場で調教師として厩舎を開業。
1989年6月21日にホイストボーイで初出走。
1989年7月15日の第2レースにおいてチャーミーフローラで初勝利を挙げる。
1996年にミョウエイロマンで地方競馬通算100勝を達成。
2004年の高崎競馬場の廃止に伴い2005年4月に笠松競馬場に移籍。ちょうどオグリキャップが里帰りした時期にオグリキャップ記念シリーズで新天地デビューを果たした。国民的アイドルホース オグリキャップは笠松競馬存続のため、復興の「救世主」として、自らの冠レース・オグリキャップ記念開催に合わせて北海道の牧場（優駿スタリオンステーション）から来場していた。
2010年にヤマニンピトレスクで通算500勝を達成。
2020年にペイシャジョーダンが吉井友彦騎手と800勝を達成。
2022年にモアで通算900勝を達成した。
2023年12月8日の第14回笠松競馬3日目、第7競走においてショウナンハルカゼ号が大原浩司とともに勝利し、通算1000勝を達成した。 

## 獲得賞金
| [ 11 ]     | 2022年         | 2023年        | 2024年         |
| ---------- | -------------- | ------------- | -------------- |
| 年獲得賞金 | 6,850.3万円    | 8,838万円     | 7,088.7万円    |
| 総獲得賞金 | 5億0,643.6万円 | 5億7493.9万円 | 6億4,582.6万円 |

## 競走戦績
1着1000回 2着1112回 3着1159回 4着1085回 5着1000回 着外3304回 合計8660戦。
主な勝ち鞍は以下の通り。
- 1996年第19回北関東菊花賞（北関東G1） - マリンオーシャン
- 2004年第29回開設記念（北関東G1） - タワリングドリーム
- 2007年第11回ライデンリーダー記念 (SP1) - カキツバタフェロー[12]
- 2007年第31回サラ・プリンセス特別 (G)（現・ラブミーチャン記念） - カキツバタフェロー[13]
- 2008年第32回サラ・プリンセス特別 (G)（現・ラブミーチャン記念）- ニュースターガール[14]
- 2008年第12回ライデンリーダー記念(SP1) - ニュースターガール[12]
- 2009年第35回新緑賞(G) - カキツバタロイヤル[15]
- 2009年第33回クイーンカップ (笠松競馬) (SP3) - ニュースターガール[16]
- 2014年第38回クイーンカップ (笠松競馬) (SP3) - リックタラキチ[17]
- 2020年第37回ウインター争覇 (SP3) - キタノナシラ
- 2021年第50回東海ゴールドカップ (SP1) - ウインハピネス -  大原浩司 騎手
- 2023年第52回東海ゴールドカップ(SP1) - ストームドッグ - 向山牧 騎手[18]

## レース売上
2022年4月29日に開催された、第1回ウマ娘 シンデレラグレイ賞において、所属馬であったヤマニンカホンが深沢杏花騎手と優勝したレースでは、8800万円の売上を記録し、当日中の売上は5億2000万円の売上と、笠松競馬史上驚異的な売上を記録した。「ウマ娘 シンデレラグレイ賞」は、カサマツ出身の新たなジャンプ系主人公・オグリキャップがやがて「怪物」と呼ばれるまで駆け上がっていく青春シンデレラストーリーを描くコミック「ウマ娘 シンデレラグレイ」（集英社/2025年・コミック5周年目・オグリキャップ生誕40周年のタイミングでアニメ化決定・放送開始直前 シリーズ累計700万部突破/4月6日(日曜)午後4時30分スタートとウマ娘シリーズでは初の夕方帯放送/主題歌はAlexandrosの「超える」で初のアーティストタイアップ/ 4月13日(日)東海プロジェクト始動）と笠松競馬の夢のコラボレーションレース（芦毛馬・白馬限定）であり、ヤマニンカホンのオッズは1.8倍の1番人気であった。各馬が４コーナーを回って直線を向くと、「行け、行けー」「差せー」と熱い声援が飛び交い、ゴール後にも各馬の健闘をたたえて、笠松のレースでは聞いたことがない大きな温かい拍手に包まれ、長く20秒以上も鳴り響いた。シンデレラグレイ賞終了後には雨がやんで晴れ上がり、東の空には鮮やかな虹も浮かび上がり、笠松競馬の明るい未来への「懸け橋」となってくれること暗示していた。　

## 家族
息子は、ホッカイドウ競馬の森山雄大（もりやま　たけひろ）調教師。「競馬一家」で育った雄大は、角川厩舎、小国厩舎を経て、自身の厩舎を開業した。2020年1月に門別競馬場で厩舎を開業し、リックソダネー（牝4）で挑む第7Rがデビュー戦となる直前には、「温かく迎え入れてくれた皆さんに感謝の気持ちでいっぱいです。少しでも恩返しができるように貢献していきたい」と思いを口にした。また、「周りにはいつも馬がいたし、馬がペットでした」と述べ、「やっぱり自分には馬かな、と思いました」と意気込みを語った。厩務員として笠松競馬で約2年間働き「どうせやるなら日本有数の馬産地で勉強をしたい」と北海道で修行する道を選んだ。

## 管理競走馬
- ケイアイミリオン[32]
- トロピカルストーム[33]
- マリンオーシャン[1]
- デルマミセラレテ[34]
- タワリングドリーム[1]
- ヤマニンカホン[35]
- ヤマニンリリアーナ[36]
- マジックバローズ[37]
- キタノナシラ[1]
- ペルソナデザイン[38]
- ウインハピネス[1]
- ハーディン[39]
- マイネルホイッスル[40]
- ビッグポパイ[41]
- コトシロ[42]
- ショウナンハルカゼ[43]
- スペシャルトーク[44]
- ナムラダニー[45]
- ナリタアンビション[46]
- プリティーメモリー[47]
- メイショウヒエイ[48]
- ヤマニンフレッチェ[49]

## 現役管理競走馬
| No. | 馬名               | 性齢  | 生年 | 父名                     | 母名               |
| 1   | アルマヘクトール   | 牡10  | 2015 | アイルハヴアナザー       | アマダブラム       |
| 2   | アンテナラスト     | 牝4   | 2021 | キズナ                   | ヤマノラヴ         |
| 3   | アントニオヒロキ   | 牡5   | 2020 | コパノリッキー           | キルシュバウム     |
| 4   | ウィアザピープル   | 牝3   | 2022 | ゴールドアクター         | ゴールドハーツ     |
| 5   | ウインホノカ       | 牝9   | 2016 | フリオーソ               | オドゥールゲラン   |
| 6   | エイシンローテイト | 牡4   | 2021 | リアルインパクト         | エーシンコンファー |
| 7   | エンライ           | 牝6   | 2019 | ショウナンカンプ         | ヤマホトトギス     |
| 8   | オーケーソニック   | 牝4   | 2021 | カリフォルニアクローム   | サイレントソニック |
| 9   | オーケーミネルバ   | 牝4   | 2021 | リオンディーズ           | エバーシャイニング |
| 10  | グスタール         | 牡5   | 2020 | ダノンバラード           | コスモリープリング |
| 11  | ココリホウオウ     | セン7 | 2018 | ワールドエース           | フレイムミーティア |
| 12  | コトシロ           | 牝5   | 2020 | サトノアラジン           | ショウナンカガリビ |
| 13  | コユキチャン       | 牝3   | 2022 | エポカドーロ             | コハルチャン       |
| 14  | ゴールウェイガール | 牝4   | 2021 | キンシャサノキセキ       | プレノタート       |
| 15  | サウンドノバ       | 牡4   | 2021 | エピファネイア           | ハートアンドハート |
| 16  | シソチョウ         | 牝4   | 2021 | エイシンフラッシュ       | ヤマホトトギス     |
| 17  | ジュビリーヘッド   | 牡8   | 2017 | ロードカナロア           | ローズノーブル     |
| 18  | ジョリーメモリー   | 牡4   | 2021 | リアルインパクト         | プリンセスメモリー |
| 19  | スパイラル         | 牝3   | 2022 | アメリカンペイトリオット | ウィンガーランド   |
| 20  | トラストミー       | 牡7   | 2018 | ハービンジャー           | ケアレスウィスパー |
| 21  | ナリタブレード     | 牡8   | 2017 | ヴィクトワールピサ       | レディトゥプリーズ |
| 22  | プリティーメモリー | 牝6   | 2019 | シルバーステート         | プリンセスメモリー |
| 23  | ポートロイヤル     | セン9 | 2016 | キングカメハメハ         | グレナディーン     |
| 24  | ミックスアップ     | 牝4   | 2021 | ファインニードル         | ドリームキセキ     |
| 25  | ミルミル           | 牝4   | 2021 | ワールドエース           | パーカーズミル     |
| 26  | ムサシ             | 牡4   | 2021 | ラブリーデイ             | ミスコマチ         |
| 27  | モンテイゾラ       | セン5 | 2020 | イスラボニータ           | ポルケテスエーニョ |
| 28  | ヤマニンアズライト | 牝4   | 2021 | フェノーメノ             | ヤマニングロワール |
| 29  | ユレマー           | 牝5   | 2020 | モーリス                 | スペクトロライト   |
| 30  | ラヴリーチェリー   | 牝3   | 2022 | ビーチパトロール         | ヤマトサクラコ     |
| 31  | リックトラチャン   | 牝5   | 2020 | トゥザワールド           | スカイプラネット   |
| 32  | レンダリング       | 牡5   | 2020 | タリスマニック           | エレメンツ         |

## 主な馬主
- 山邉浩[51]
- 土井久美子 [52]
- 西岡透[53]
- 海谷幸司[54]
- 日下部勝徳[55]
- 田部井孝夫[55]
- 三浦一義[55]
- 中村和夫[55]
- 荒木克己[55]
- 栗嶋豊明[55]

## 所属騎手
- 大原浩司 [56]
- 馬渕繁治[57] - 笠松に移籍する前の2022年11月14日 - 2023年2月13日に期間限定騎乗経験あり[58]
- 米田弘一 [56]
- 米田真由美 [56]
- 吉井友彦 [56]
- 阪上忠匡 (〜2011年)[59]

## 厩務員
- 小澤 健介（おざわ けんすけ）- 2023年2月6日、きゅう務員部門において、表彰を受けた[60]

## 期間限定騎乗
※後に正式所属者となった者は除く。
- 黒澤愛斗（くろさわ　まなと）騎手 [58]
  - 騎乗期間　2022年11月16日 - 2022年12月31日

## 他厩舎からの騎乗
笠松競馬に所属しており、他の厩舎から森山英雄厩舎所属の馬に騎乗した実績のある人物は下記のとおり。
- 向山牧 - 川嶋弘吉 厩舎[61]
- 深澤杏花（ふかざわ　きょうか）[62] - 田口輝彦 厩舎[63]
- 東川慎 - 後藤正義 厩舎[64]
- 若杉朝飛 - 栗本陽一 厩舎[65]
- 渡邊竜也 - 笹野博司 厩舎[66]
- 田口貫太[67]
- 高野誠毅 - 那俄性哲也 厩舎[68]
- 藤原幹生 - 後藤正義 厩舎[69]

## 重賞騎手一覧
- 大原浩司[70]
- 阪上忠匡[71]

## 評判
第１回ウマ娘 シンデレラグレイ賞終了後、優勝騎手であった深沢杏花騎手は、ヤマニンカホンを管理する森山調教師に「先生、ありがとうございます」と感謝。レース後には、雨が止んで晴れ上がり、東の空には鮮やかな虹が浮かび、笠松競馬の明るい未来への「懸け橋」となることを予期させるものであった。
馬渕繁治騎手が通算1000勝を達成した際には、「感謝しかないですね。森山先生、厩舎のスタッフの皆さん、馬主さんにですね。あと、競馬場の方々も努力してくださって」とのコメントを残している。

## 表彰
2023年（令和5年）度第11回笠松競馬2日目第8レース 第2回オグリカップ記念競走は、レンダリング号（笠松：森山英雄厩舎／馬主：山邉浩 氏）が大原浩司（おおはら　ひろし）騎手と共に優勝を果たし、表彰を受けた。
笠松競馬の2023年「騎手等成績優秀者表彰」が行われ、「４歳以上最優秀馬」にストームドッグ（セン馬７歳、森山英雄厩舎）が選出され、表彰を受けた。ストームドッグは23年は18戦４勝とフルに働いた。船橋から４月に笠松移籍し、大みそかの名物レース・東海ゴールドカップを向山牧騎手の好騎乗で制覇。笠松所属馬の地元交流重賞連敗記録を「25」でストップさせた。飛山濃水杯、サマーカップでは３着。昨年の笠松競馬ベストレースといえる東海ゴールドカップ。ナリタブレードとの残り600メートルからのマッチレースは見応えがあった。ストームドッグの馬主・山辺浩さん（代理・森山調教師）がウイナーズサークルで表彰状や記念品を受け「優秀な成績を収められ、その活躍が顕著でした」と栄誉がたたえられた。

## オグリの里
オグリの里との関連レースにおいて、2024年2月23日 笠松6R で実施された「オグリの里・新風編出」において、キャッチザロマンス（森山英雄厩舎）が馬渕繁治と優勝を果たしている。　「オグリの里・新風編出」は、「オグリの里2新風編」の出版会と記念の協賛レースの一環として行われたものである。　「オグリの里２新風編」の出版会はオグリキャップ像近くで開かれ、聖地巡礼の若者をはじめ幅広い世代の笠松ファンたちが新刊を手に熱戦を楽しんだ。 オグリキャップ像は、オグリキャップが天国へと旅立ってから10回目の夏のタイミングである2019年にリニューアルされており、笠松競馬の「守り神」として正門横でファンを出迎えている。 その雄姿は昭和、平成そして令和へと語り継がれる伝説のオグリコールを彷彿させ、2010年７月には笠松競馬場でお別れ会が開かれ、全国から多くのファンが詰め掛け、名馬の力走をしのんだ。

## 聖地復興
2021年まで巨額の赤字が続き、経営難に陥っていた笠松競馬であるが、2022年は巨額の赤字から黒字に転換を果たし、復興元年となった。 特に2022年は初の集英社と笠松競馬のコラボレースである「ウマ娘 シンデレラグレイ賞」の開催やオグリキャップの孫娘・レディアイコが笠松の聖地で疾走するなど明るいニュースが多く、原作ファンやスーパーホース・オグリキャップのファンなど幅広い世代のファンが笠松競馬に駆けつけ、2021年の収支である実質３億6,780万円の赤字から馬券販売「１日平均４億円」の目標をほぼ達成。再び右肩上がりの勢いで、「黒字５億7,000万円」を見込むほどの活況を呈した。　特に森山英雄厩舎のヤマニンカホンと深沢杏花騎手が優勝を果たした「第1回 ウマ娘 シンデレラグレイ賞」では8,800万円の売上を記録し、当日中の売上は5億2,000万円の売上と、笠松競馬史上驚異的な売上を記録し、聖地復興元年に勢いをつける結果となった。 当日は雨の中であるにも関わらず、約5,000人（コロナで上限規制）が来場し、昭和レトロの場内を埋め、ご当地グルメも堪能するファンで殺到した。聖地のシンボルであるオグリキャップ像前には、オグリとタマモクロスのウマ娘パネルが設置され、スマホでの撮影スポットになり、配布されたオリジナルうちわも人気を集めた。 原作漫画作者の久住太陽からは「笠松競馬場でシンデレラグレイ賞が開催されるそうです！「シンデレラグレイ賞」と印字された馬券は必見！コラボということで等身大パネルやうちわなどもあるそうなので、是非お越しください！」とコメントされていた。 レース後には、雨が止んで晴れ上がり、東の空には鮮やかな虹が浮かび、笠松競馬の明るい未来を予期させる出来事となった。その後も「ウマ娘 シンデレラグレイ賞」は毎年恒例のレースとなり多くのファンで盛り上がっており、「笠松競馬・復興２年目」となった2023年、大原浩司騎手が優勝した「第2回 ウマ娘 シンデレラグレイ賞」開催時にはオグリキャップ役声優の高柳知葉とイナリワン役の声優・井上遥乃がトークショーで「聖地降臨」を果たした。10～20代の若いエネルギーがあふれ、ライブ会場となった笠松競馬場は、2021年までの苦境を吹き飛ばすほどの盛り上がりとなった。 2024年もその勢いは続き、ウマ娘オグリキャップ役の声優・高柳知葉とシュヴァルグラン役の声優・夏吉ゆうこが聖地に降り立った。 スタンド一帯も売店前も、ウマ娘ファンのトレーナーたちで埋まり、場内の熱気はパワーアップ。笠松競馬場でデビューした永遠のヒーロー、オグリキャップのラストラン・有馬記念での「オグリコール」は30年以上の時を超えて「推しウマ娘」の聖地降臨でも湧き起こり、ファンのハートを熱く燃え上がらせ続けている。

## 主要馬産地
- 錦岡牧場 [102]
- ビッグレッドファーム[103]
- 社台コーポレーション白老ファーム（白老ファーム）[104]
- 鹿行牧場[105]
- コスモヴューファーム[106]
- ノーザンファーム[55]
- 三浦牧場[55]
- 上野育成牧場[55]

## 発言
第50回東海ゴールドカップにおいて、大原浩司騎手がウインハピネスと優勝したことに関して、
「ウインハピネスのオーナーの山邉浩さんには高崎時代から長くお世話になっているので、少しでも恩返しが出来て嬉しいです。」と述べ、「鞍上の大原浩司騎手はうちの所属なんですけど、重賞を勝つのが10年ぶりだったので、大原くんで勝てたことも嬉しかったです。」と語った後に、「一番は競馬をさせてもらっていることに感謝しています。」と感謝の言葉を残した。
また、通算800勝を達成した際には、「いつもご支援いただいている多くの関係者の皆さまのおかげで800勝を達成することが出来ました。ありがとうございます。私は、常に一生懸命であれば勝ち星は自然についてくる、と思っています。だからこそ、今まで一生懸命調教師 の仕事に励んできました。これからも、勝ちにこだわって一生懸命努力するだけです。そして、私の厩舎所属の吉井友彦騎手にまたリーディングを取ってほしい、という気持ちがあります。彼にもう1回と言わず、何度もリーディングを取らせてあげたいです。彼も一生懸命努力していますからね。そのためにも、私は引き続き強い馬作りに専念していきます。これからも皆さまにご声援いただけると嬉しいです。どうぞよろしくお願いします。」と述べた。